# Olympische Sommerspiele 2000/Teilnehmer (Kenia)
| Gelbes Symbol für Goldmedaillen mit stilisierten Olympischen Ringen | Graues Symbol für Silbermedaillen mit stilisierten Olympischen Ringen | Braundes Symbol für Bronzemedaillen mit stilisierten Olympischen Ringen |
| ------------------------------------------------------------------- | --------------------------------------------------------------------- | ----------------------------------------------------------------------- |
| 2                                                                   | 3                                                                     | 2                                                                       |

Kenia nahm an den Olympischen Sommerspielen 2000 in Sydney mit einer Delegation von 56 Athleten (34 Männer und 22 Frauen) in sechs Sportarten teil. Fahnenträger bei der Eröffnungsfeier war der Sprinter Kennedy Ochieng.

## Medaillengewinner

### Gold
| Name          | Sportart       | Wettkampf                    |
| ------------- | -------------- | ---------------------------- |
| Reuben Kosgei | Leichtathletik | Männer, 3000 Meter Hindernis |
| Noah Ngeny    | Leichtathletik | Männer, 1500 Meter           |

### Silber
| Name                 | Sportart       | Wettkampf                    |
| -------------------- | -------------- | ---------------------------- |
| Paul Tergat          | Leichtathletik | Männer, 10.000 Meter         |
| Wilson Boit Kipketer | Leichtathletik | Männer, 3000 Meter Hindernis |
| Erick Wainaina       | Leichtathletik | Männer, Marathon             |

### Bronze
| Name             | Sportart       | Wettkampf          |
| ---------------- | -------------- | ------------------ |
| Joyce Chepchumba | Leichtathletik | Frauen, Marathon   |
| Bernard Lagat    | Leichtathletik | Männer, 1500 Meter |

## Teilnehmer nach Sportarten

### Bogenschießen
Männer
- Dominic Rebelo
Einzel: 63. Platz

### Boxen
Männer
- Suleiman Bilali
Halbfliegengewicht: Viertelfinale

- Fred Kinuthia
Halbweltergewicht: 1. Runde

- Peter Kariuki Ngumi
Mittelgewicht: 1. Runde

- George Olwande Odindo
Halbschwergewicht: 1. Runde

### Leichtathletik
| Männer - Bernard Barmasai 3000 Meter Hindernis: 4. Platz - David Chelule 5000 Meter: 5. Platz - Julius Chepkwony 4 × 400 Meter: im Halbfinale disqualifiziert - Kenneth Cheruiyot Marathon: DNF - William Chirchir 1500 Meter: Vorläufe - Julius Gitahi 5000 Meter: 9. Platz - Patrick Ivuti 10.000 Meter: 4. Platz - Erick Keter 400 Meter Hürden: Halbfinale - David Kimutai Rotich 20 Kilometer Gehen: 39. Platz - Japheth Kimutai 800 Meter: Halbfinale - Wilson Boit Kipketer 3000 Meter Hindernis: Silber - David Kipkorir Kirui 400 Meter: Viertelfinale - John Korir 10.000 Meter: 5. Platz - Reuben Kosgei 3000 Meter Hindernis: Gold - Bernard Lagat 1500 Meter: Bronze - Elijah Lagat Marathon: DNF - Richard Limo 5000 Meter: 10. Platz - Hillary Maritim 400 Meter Hürden: Vorläufe - Joseph Mutua 800 Meter: Vorläufe 4 × 400 Meter: im Halbfinale disqualifiziert - Noah Ngeny 1500 Meter: Gold - Kennedy Ochieng 400 Meter: DNF - Ezra Sambu 200 Meter: Vorläufe 4 × 400 Meter: im Halbfinale disqualifiziert - Julius Sawe 20 Kilometer Gehen: 42. Platz - Paul Tergat 10.000 Meter: Silber - Erick Wainaina Marathon: Silber - Samson Yego 4 × 400 Meter: im Halbfinale disqualifiziert - William Yiampoy 800 Meter: Halbfinale | Frauen - Sally Barsosio 10.000 Meter: 17. Platz - Joyce Chepchumba Marathon: Bronze - Lydia Cheromei 5000 Meter: 6. Platz - Rose Cheruiyot 5000 Meter: 11. Platz - Vivian Cheruiyot 5000 Meter: 14. Platz - Tegla Loroupe 10.000 Meter: 5. Platz Marathon: 13. Platz - Naomi Mugo 1500 Meter: Vorläufe - Alice Timbilil 10.000 Meter: 14. Platz - Esther Wanjiru Maina Marathon: 4. Platz |

### Radsport
Männer
- Ken Muhindi
Mountainbike: 39. Platz

### Schwimmen
| Männer - Jin-Woo Kim 100 Meter Schmetterling: 60. Platz | Frauen - Maria Awori 100 Meter Freistil: 49. Platz |

### Volleyball
Frauen
- Gruppenphase

- Kader
Violet Barasa
Edna Chepngeno
Margaret Indakala
Maria Kochwa
Jacqueline Makokha
Dorcas Nakhomicha Ndasaba
Gladys Nasikanda
Roselidah Obunaga
Judith Serenge
Doris Wanjala
Nancy Waswa
Emily Wesutila